# Josephine von Mecheln
Josephine von Mecheln ist eine Winterbirnen-Sorte, die auch unter den Namen Joséphine de Malines oder Königliche Winterbirne bekannt ist.

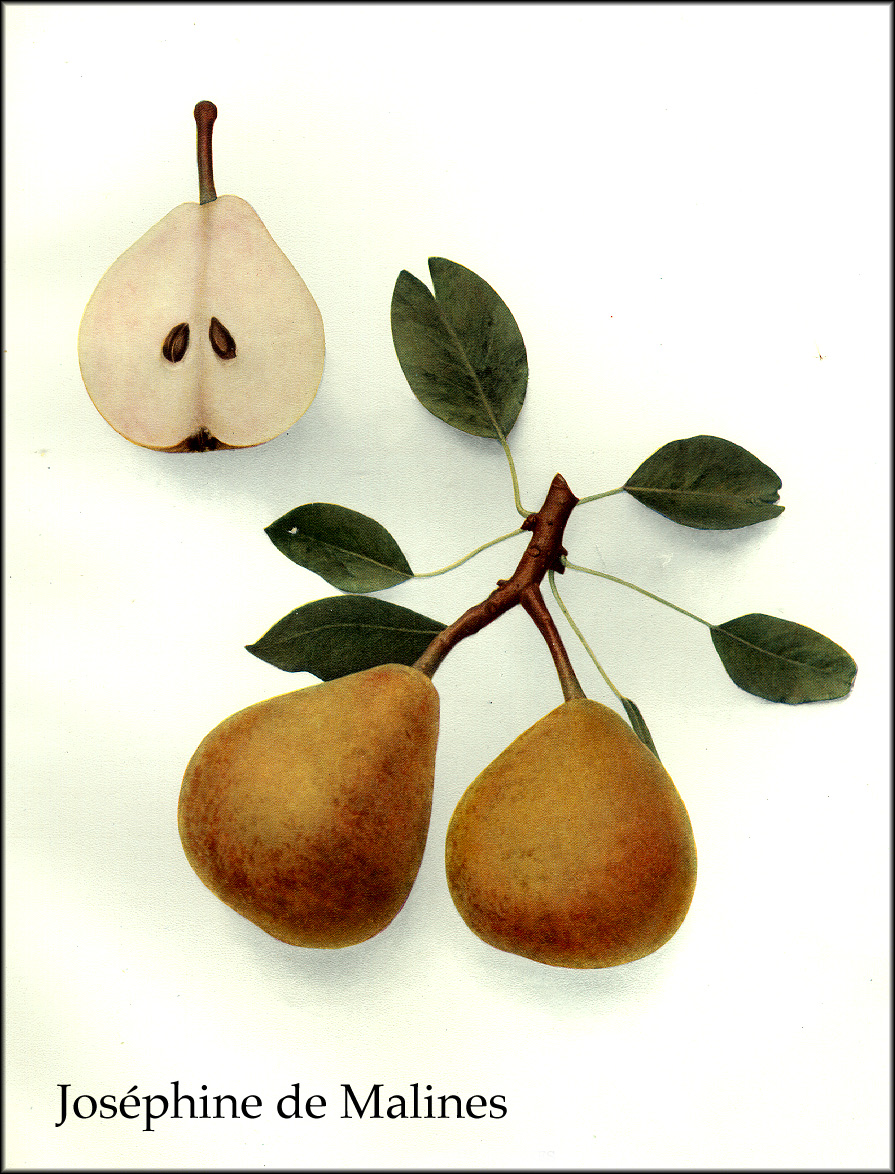
Josephine von Mecheln

Diese Sorte wurde um 1830 von einem Major Esperen in Mecheln gezüchtet und nach seiner Frau Josephine benannt.
Die Früchte sind klein bis mittelgroß und kreiselförmig. Sie besitzen eine dünne Schale mit gelbgrüner bis grünlichgelber Grundfarbe und, wenn vorhanden, schwach oranger bis blassrötlicher Deckfarbe. Das Fruchtfleisch ist gelblichweiß bis lachsgelb, schmelzend und sehr saftig und süß.
Die Blüte erfolgt mittelfrüh und ist sehr lang andauernd, dabei ist die Blüte wenig frostempfindlich.
Die Ernte kann ab Ende Oktober bis Anfang November erfolgen, genussreif sind die Früchte erst ab Januar. Im Naturlager sind sie bis Februar/März haltbar und im CA-Lager bis April.

## Baum
Der Baum ist eher schwachwachsend, mit der Tendenz die Gerüstäste schräg aufrecht zu stellen. Insgesamt aber gut verzweigt, und später waagerecht und hängend, mit langem Fruchtruten. Die Kronenform ist breitrund.